# Walter Rizzati
Walter Rizzati, all'anagrafe Romano Rizzati (Melara, 28 ottobre 1935) è un compositore e arrangiatore italiano, principalmente noto per aver composto le colonne sonore di diversi film.

## Biografia
Walter Rizzati, dopo aver frequentato il conservatorio dove ha studiato direzione d'orchestra e composizione, inizia la sua carriera scrivendo arrangiamenti per cantanti americani e canadesi. 
Nel 1964, incide il suo primo e unico 45 giri, con il nome "Walter",	Ora/Fiume fermati, nella casa discografica ARC.
Nel 1966 realizza la sua prima colonna sonora con il lungometraggio Un gangster venuto da Brooklin. Nel 1967 insieme a Roberto Pregadio scrive la musica per L'ultimo killer. In seguito per la casa produttrice Beat Records Company, incide altre colonne sonore per film. Nel 1973 partecipa alla scrittura dell'album di musica elettronica Astrofisica e realizza una versione strumentale del brano L’unica chance di Adriano Celentano. Ha composto i brani Fauch, Fauch, Fauch e Grau Grau Grau cantati da Bud Spencer.  Nel 1979 scrive gli arrangiamenti della colonna sonora di Ennio Morricone per il film Dedicato al mare Egeo.
Nel 1981 scrive la colonna sonora del film Quella villa accanto al cimitero, per la regia di Lucio Fulci.

## Filmografia parziale

### Compositore
- Un gangster venuto da Brooklin, regia di Emimmo Salvi (1966)
- Il gioco delle spie, regia di Paolo Bianchini (1966)
- Un buco in fronte, regia di Giuseppe Vari (1968)
- L'inconveniente, regia di Pupo De Luca (1976)
- Io sto con gli ippopotami, regia di Italo Zingarelli (1979)
- L'insegnante balla... con tutta la classe, regia di Giuliano Carnimeo (1979)
- Sesso profondo, regia di Marino Girolami (1980)
- La locanda della maladolescenza, regia di Marco Sole (1980)
- Lo scoiattolo, regia di Guido Zurli (1981)
- Voglia di sesso, regia di Joe D'Amato (1981)
- La voglia, regia di Claudio Bernabei, Joe D'Amato (1981)
- Mia moglie torna a scuola, regia di Giuliano Carnimeo (1981)
- Quella villa accanto al cimitero, regia di Lucio Fulci (1981)
- Pierino la peste alla riscossa, regia di Umberto Lenzi (1982)
- L'argeant du ministre, regia di Lorenzo Del Monte (1982)
- 1990: i guerrieri del Bronx, regia di Enzo G. Castellari. (1982)
- L'autouomo, regia di Marco Masi (1984)
- Impatto mortale, regia di Fabrizio De Angelis (1984)
- Thunder 2, regia di Fabrizio De Angelis (1987)
- Alla ricerca dell'impero sepolto, regia di Gianfranco Parolini (1987)
- Alto rischio, regia di Stelvio Massi (1993)